# Alosterna tabacicolor sakhalinensis
Alosterna tabacicolor sakhalinensis es una subespecie de escarabajo longicornio del género Alosterna, tribu Lepturini, subfamilia Lepturinae. Fue descrita científicamente por Danilevsky en 2012.
La especie se mantiene activa durante el mes de julio .

## Descripción
Mide 7-7,5 milímetros de longitud.

## Distribución
Se distribuye por Rusia.